# Суперкубок Тунісу з футболу
Суперкубок Тунісу з футболу (фр. Super Coupe de Tunisie de football, араб. كأس السوبر التونسي) — футбольний турнір Тунісу, що нерегулярно проходить з 1960 року. Офіційного статусу набув 1993 року. В турнірі зустрічаються чемпіон Тунісу та володар кубку країни.

## Список матчів
| Рік       | Переможець         | Рахунок          | Фіналіст           |
| --------- | ------------------ | ---------------- | ------------------ |
| 1960      | «Есперанс»         | 2 — 1            | «Стад Тунізьєн»    |
| 1961—1965 | Не проходив        | Не проходив      | Не проходив        |
| 1966      | «Стад Тунізьєн»    | 2 — 0            | «Етуаль дю Сахель» |
| 1967      | Не проходив        | Не проходив      | Не проходив        |
| 1968      | «Клуб Африкен»     | 3 — 1            | «Сфакс Рейлвейз»   |
| 1969      | Не проходив        | Не проходив      | Не проходив        |
| 1970      | «Клуб Африкен»     | 1 — 0            | «Есперанс»         |
| 1971—1972 | Не проходив        | Не проходив      | Не проходив        |
| 1973      | «Етуаль дю Сахель» | 5 — 2            | «Клуб Африкен»     |
| 1974—1978 | Не проходив        | Не проходив      | Не проходив        |
| 1979      | «Клуб Африкен»     | 1 — 0            | «Есперанс»         |
| 1980—1983 | Не проходив        | Не проходив      | Не проходив        |
| 1984      | «Бізертен»         | 1 — 0            | «Ла Марса»         |
| 1985      | «Хаммам-Ліф»       | 1 — 0            | «Есперанс»         |
| 1986      | «Етуаль дю Сахель» | 1 — 1 (пен. 5-4) | «Есперанс»         |
| 1987      | «Етуаль дю Сахель» | 0 — 0 (пен. 7-6) | «Бізертен»         |

| Рік       | Переможець         | Рахунок          | Фіналіст     |
| --------- | ------------------ | ---------------- | ------------ |
| 1993      | «Есперанс»         | 2 — 0            | «Ла Марса»   |
| 1994      | Не проходив        | Не проходив      | Не проходив  |
| 1995      | «Олімпік де Беджа» | 1 — 1 (пен. 5-4) | «Сфаксьєн»   |
| 1996—2000 | Не проходив        | Не проходив      | Не проходив  |
| 2001      | «Есперанс»         | 3 — 1            | «Хаммам-Ліф» |
| 2002—2018 | Не проходив        | Не проходив      | Не проходив  |
| 2019      | «Есперанс»         | 2 — 1            | «Бізертен»   |
| 2020      | «Есперанс»         | 0 — 0 (пен. 5-4) | «Сфаксьєн»   |
| 2019/20   | «Монастір»         | 1 — 1 (пен. 5-3) | «Есперанс»   |
| 2020/21   | «Есперанс»         | 1 — 0            | «Сфаксьєн»   |

## Переможці
| Клуб               | Перемог | Фіналів | Роки перемог                          |
| ------------------ | ------- | ------- | ------------------------------------- |
| «Есперанс»         | 6       | 5       | 1960, 1993, 2001, 2019, 2020, 2020/21 |
| «Клуб Африкен»     | 3       | 1       | 1968, 1970, 1979                      |
| «Етуаль дю Сахель» | 3       | 1       | 1973, 1986, 1987                      |
| «Бізертен»         | 1       | 2       | 1984                                  |
| «Стад Тунізьєн»    | 1       | 1       | 1966                                  |
| «Хаммам-Ліф»       | 1       | 1       | 1985                                  |
| «Монастір»         | 1       | 0       | 2019/20                               |
| «Олімпік де Беджа» | 1       | 0       | 1995                                  |